# Paulo Futre
Paulo Jorge dos Santos Futre (Montijo, 28 februari 1966) is een Portugese ex-voetballer die op het middenveld speelde voor verschillende clubs.

## Clubcarrière
Futre wordt opgeleid in de jeugd van Sporting Portugal waar hij in het seizoen 1983/84 zijn debuut voor maakt. Hij tekent in de zomer van 1984 echter voor de rivaal FC Porto waar hij grote successen mee behaalt. Hij wint met deze club in 1985 en 1986 het Portugese landskampioenschap en in 1987 de Europacup I. In dat jaar wint hij tevens de Zilveren Bal, achter Gouden Bal-winnaar Ruud Gullit.
In de zomer van 1987 vertrekt hij naar Atlético Madrid waar hij de eerste aankoop is van Jesús Gil y Gil wanneer deze voorzitter wordt. Hij groeit uit tot publiekslieveling. Met Atlético Madrid wint hij in 1991 en 1992 de Copa del Rey. In een van de finales, tegen de gehate stadsgenoot Real Madrid, groeit hij uit tot man of the match.
In 1993 begint hij aan een rondreis door verschillende landen. Hij tekent achtereenvolgens 1-jarige contracten bij SL Benfica, Olympique Marseille, AC Reggiana 1919, AC Milan, West Ham United en wederom Atlético Madrid voordat hij zijn carrière afsluit bij Yokohama Flügels in Japan. Enkel in zijn periode bij AC Milan behaalt hij nog een prijs: het landskampioenschap in 1996.

## Interlandcarrière
Futre komt in zijn carrière 41 keer uit voor Portugal waarin hij zes maal weet te scoren. Hij maakt deel uit van de selectie van zijn land voor het WK in 1986 in Mexico. Hij komt hier uit tegen Engeland, Marokko en Polen.
Hij maakte zijn debuut voor de nationale A-ploeg op 21 september 1983 in de EK-kwalificatiewedstrijd tegen Finland (5-0). Hij viel in dat duel na 58 minuten in voor spelverdeler Jaime Pacheco. Futre was op dat moment 17 jaar en 204 dagen, waarmee hij de jongste debutant ooit werd voor Portugal.
| Interlanddoelpunten | Interlanddoelpunten | Interlanddoelpunten | Interlanddoelpunten    | Interlanddoelpunten | Interlanddoelpunten | Interlanddoelpunten | Interlanddoelpunten |
| №                   | Datum               | Locatie             | Wedstrijd              | Goal(s)             | Score               | Uitslag             | Competitie          |
| ------------------- | ------------------- | ------------------- | ---------------------- | ------------------- | ------------------- | ------------------- | ------------------- |
| 1                   | 20 januari 1985     | Lissabon            | Portugal – Roemenië    | 10'                 | 1 – 0               | 2 – 3               | Oefeninterland      |
| 2                   | 20 september 1989   | Neuchâtel           | Zwitserland – Portugal | 74' (pen.)          | 1 – 1               | 1 – 2               | WK-kwalificatie     |
| 3                   | 23 januari 1991     | Athene              | Griekenland – Portugal | 62'                 | 1 – 2               | 3 – 2               | EK-kwalificatie     |
| 4                   | 9 februari 1991     | Ta' Qali            | Malta – Portugal       | 27'                 | 0 – 1               | 0 – 1               | EK-kwalificatie     |
| 5                   | 28 april 1993       | Lissabon            | Portugal – Schotland   | 66'                 | 3 – 0               | 5 – 0               | WK-kwalificatie     |
| 6                   | 10 november 1993    | Lissabon            | Portugal – Estland     | 2'                  | 1 – 0               | 3 – 0               | WK-kwalificatie     |

## Technisch directeur
Futre was technisch directeur van Atlético Madrid en voegde zich vervolgens bij het bestuur van dezelfde club.

## Erelijst
FC Porto
- Europacup I

1987
- Portugees voetballer van het jaar

1986, 1987